# 1Q84
1Q84 (いちきゅうはちよん, Ichi-Kyū-Hachi-Yon) és una novel·la de Haruki Murakami, publicada per primera vegada en japonès en tres volums. El primer mes després de la seva publicació es van vendre més d'un milió d'exemplars, convertint la novel·la en un best-seller. En japonès, la lletra «Q» [kjuː] es pronuncia com el 9 (kyuu). Alguns crítics consideren que la novel·la de Haruki Murakami és un homenatge a la novel·la 1984 de George Orwell.

## Personatges principals
- Aomame (青豆): un dels dos personatges principals de la novel·la. L'Aomame és una misteriosa jove d'uns trenta anys que quan comença la novel·la, està atrapada en un embús, dins d'un taxi, camí de cometre un homicidi. El seu nom té la singularitat de significar "pèsols verds".

- Tengo (天吾): el segons dels personatges principals de la novel·la. En Tengo és un jove escriptor que no ha publicat mai i es guanya la vida fent de professor de matemàtiques en una acadèmia i escrivint breus textos per a revistes a través d'en Komatsu, el seu editor.

- Komatsu (小松): és un editor de 45 anys. Té una gran reputació però no és home de molts amics ni desperta grans simpaties. La seva vida gira entorn de la seva agenda.

- Eriko Fukada (ふかえり): és una noia de disset anys molt estranya i amb dificultats en la parla, autora d'un manuscrit, Kūki Sanagi (空気さなぎ, La crisàlide d'aire), que ha estat presentat a un concurs literari.

## Trama
1Q84 és una novel·la que ens transporta a un Tòquio alternatiu on les vides dels personatges principals, l'Aomame i en Tengo, es van encreuant. El llibre està ambientat el 1984, a Tokio, any que George Orwell va fer emblemàtic al seu llibre 1984. Escenes màgiques i personatges solitaris, componen la novel·la, potser la més esperada de l'autor —acollida arreu del món amb gran expectació—, que recupera un dels seus grans temes, el de l'enfrontament de l'individu amb la societat i amb el sistema imperant, i reprodueix un món original, fosc i alhora lluminós, que molts reconeixeran com l'univers narratiu de Haruki Murakami.

## Curiositats
El 2009 es van vendre 2,24 milions de còpies de 1Q84, que va passar a ser la novel·la més venuda de l'any al Japó.
1Q84 va provocar una reacció en cadena dintre del mercat Japonès. Cada llibre de Haruki Murakami conté una banda sonora pròpia que forma part de l'ambientació i de la vida dels personatges. En aquest llibre, els protagonistes escolten la Sinfonietta del compositor txec Leoš Janáček. Com a resultat, tant la venda del cd del compositor com la venda de la novel·la de George Orwell han obtingut un fort increment de vendes influenciat per la novel·la. Un extracte de la novel·la es va publicar sota el títol "Town of Cats" al número del 5 de setembre, 2011 de la revista The New Yorker.

## Altres obres de l'autor
- Despietat país de les meravelles i la Fi del Món
- Tòquio blues
- Kafka a la platja
- El noi sense color i els seus anys de pelegrinatge